# استان اویون
استان اویون (به اسپانیایی: Provincia de Oyón) یک استان در پرو است که در منطقه لیما واقع شده‌است. استان اویون ۱٬۸۸۶٫۰۵ کیلومتر مربع مساحت و ۱۷٬۷۳۹ نفر جمعیت دارد و ۳٬۶۲۰ متر بالاتر از سطح دریا واقع شده‌است.